# غرفة تجارة

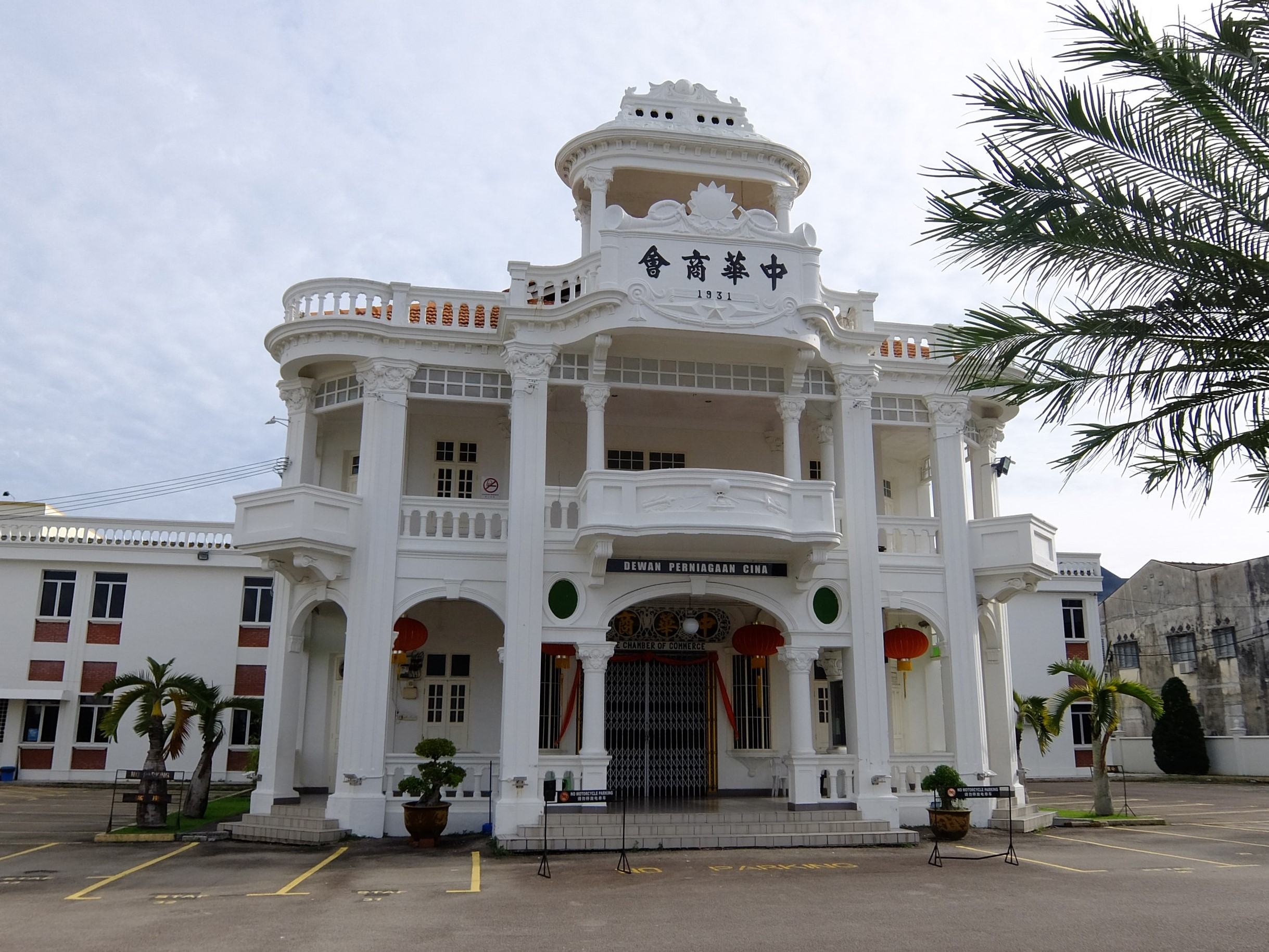

غرفة تجارية (بالإنجليزية: Chamber of commerce)" هي مؤسسة خدمية تهدف إلى نوع من التضامن التجاري بين التجار. حيث يقوم أصحاب العمل التجاري في المدن والمقاطعات بإنشاء هذه المؤسسة بهدف تنظيم قطاع عملهم والحفاظ على مصالحهم.
أعضاء هذه المؤسسة الخدمية والذين ينضمون إليها من التجار ينتخبون مجموعة من المدراء ليشكلوا مجلساً إدارياً ليضع القوانين لغرفة التجارة. يقوم هذا المجلس الإداري بانتخاب رئيس للغرفة ليصبح مديراً عاماً للغرفة.
بشكل عام، تهدف غرف التجارة لإيصال الخدمات التالية:
- خلق اقتصاد محلي قوي.
- تنمية المجتمع وطرح خطط أفضل للتجارة.
- طرح مجموعة من الفرص التجارية يستفيد منها الأعضاء.
- التواصل مع الحكومة لبحث مصالح العمل والتجارة.

إضافةً إلى ذلك، يكون للغرفة في بعض الأحيان دور في فض النزاع بين الأعضاء المتخاصمين في الأمور التجارية.
تمّ إنشاء أوّل غرفة للتجارة عام 1599 في أوروبا بين مدينة مرسيليا الفرنسية ومدينة بروج البلجيكية.
أوّل غرفة تجارة يتحدّث أهلها الإنجليزية كانت في مدينة غلاسغو في اسكتلندا.